# Magnolia pacifica
Magnolia pacifica es una especie de árbol perteneciente a la familia de las magnoliáceas. Es originario de México.

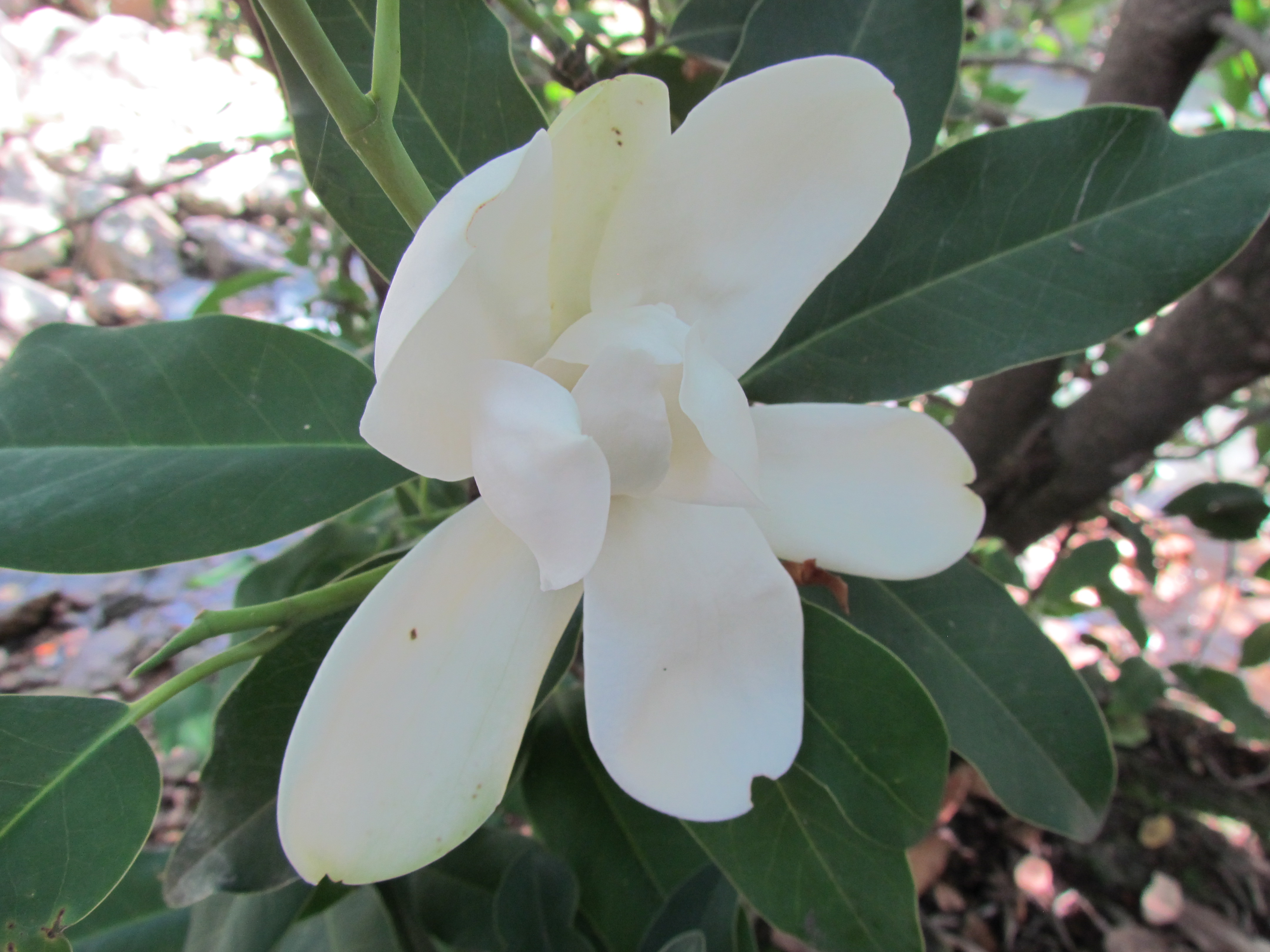
Detalle de la flor

## Descripción
Es un árbol siempreverde de hojas ovales o elípticas de 12 – 17 cm, agudas y lisas; fruto de 7 - 10 cm con semillas rojas.

## Distribución y hábitat
Es endémico de la costa del norte Pacífico central entre los estados mexicanos de Sinaloa, Nayarit y Jalisco. 

## Usos
Su madera es usada localmente para trabajos de carpintería y su flor en medicina tradicional para problemas cardiacos. Su nombre común es corpus (Nayarit). Su estatus es en peligro de extinción por la Norma Oficial Mexicana NOM-059-ECOL-2001.

## Taxonomía
Magnolia pacifica fue descrito por José Antonio Vázquez García y publicado en Brittonia 46(1): 10, f. 3–4. 1994.
Etimología
Magnolia: nombre genérico otorgado en honor de Pierre Magnol, botánico de Montpellier (Francia).
pacifica: epíteto geográfico que alude a su localización en la costa del Océano Pacífico.